# Monica di Sardegna superiore
Il Monica di Sardegna superiore è un vino DOC la cui produzione è consentita nell'omonima regione.

## Caratteristiche organolettiche
- colore: rosso rubino chiaro, brillante, tendente all'amaranto con l'invecchiamento.
- odore: profumo intenso, etereo, gradevole.
- sapore: asciutto oppure amabile, sapido con caratteristico retrogusto.

## Produzione
Provincia, stagione, volume in ettolitri
- nessun dato disponibile